# 関西独立リーグ (2代目)
関西独立リーグ（かんさいどくりつリーグ、英語: Kansai Independent Baseball League）は、日本の近畿地方（関西）を中心に活動するプロ野球独立リーグ。
2018年12月3日までのリーグ名は「BASEBALL FIRST LEAGUE」（ベースボール・ファースト・リーグ、略称「BFL」）。2020年1月に、投資信託会社「さわかみ投信」の関連団体である「一般財団法人さわかみ財団」と命名権契約を締結して、同年のリーグ名称を「さわかみ関西独立リーグ」としたことを、5月1日に発表した。当時の発表では変更は2020年12月31日までとされていたが、契約更新等の告知のないまま2021年に入ってからもリーグウェブサイトでは命名権による名称が記載されていた。その後、2021年4月1日に契約を更新したことを告知した（契約期限については明示せず）。その後、2025年4月に「2025年シーズンのネーミングライツについて」契約を更新したと告知している。
2009年から2013年まで活動した初代関西独立リーグ（旧関西独立リーグ）とは一部球団が共通するが、運営母体は異なる。
関西独立リーグに改称後、旧リーグが使用していた略称「KANDOK」が復活。2019年度には旧リーグ時代のURL「kandok.jp」を再使用、著作権表記（Copyright）で「KANDOK」が付加される。2021年度からは「KANDOK」のロゴがウェブサイトで大きく表示されている。

## 概要
2013年12月に旧関西独立リーグに所属していた3球団（紀州レンジャーズ、兵庫ブルーサンダーズ、06BULLS）が全て脱退し、リーグは消滅した。その後、紀州は日本野球連盟所属のチームとして存続を目指し、兵庫と06BULLSは新球団を加えた3球団で新リーグを設立することが報じられた。12月19日に兵庫と06BULLSが記者会見を開き、「BASEBALL FIRST LEAGUE」の設立が発表された。新球団の姫路GoToWORLDを加えた3球団で、2014年4月に開幕。
2017年度より和歌山県田辺市を本拠地とする和歌山ファイティングバーズが新たに参加した一方、姫路GoToWORLDは2016年限りで活動を休止した。
2018年12月4日、リーグ名をかつて兵庫と06が所属したのと同じ「関西独立リーグ」に変更した。運営団体名も「一般社団法人関西独立リーグ」となる。
2019年度から大阪府堺市を本拠とする堺シュライクスが、2023年度からは兵庫県の淡路島を本拠とする淡路島ウォリアーズが、それぞれリーグ戦に参加した。2024年からは姫路を本拠とする姫路イーグレッターズがリーグ戦に参加している。しかし、淡路島は2025年はリーグ戦に参加しない準加盟球団に変更となった。
2014年9月に発足した日本独立リーグ野球機構（IPBL）には、リーグ戦開始から11年を経た2025年に加盟した（詳細後述）。

## リーグ理念
リーグ公式ウェブサイトによる。
1. 球道無限

～NPBで闘える選手を育てる～
1. 自立した野球人

～自分で考え行動する野球人を社会へ輩出する～
1. 関西から世界[注釈 3]

～地域と共生し、世界と繋がり世界に挑む～

## 沿革

### 2013年
- 12月16日 - 旧関西独立リーグに所属する3球団が脱退。関西独立リーグは消滅する。このうち兵庫と06BULLSが新球団を加えた3球団でリーグを設立することが報じられる。
- 12月19日 - 兵庫と06BULLSが記者会見を開き、「BASEBALL FIRST LEAGUE」の設立が発表される[1][2]。

### 2014年
- 1月18日 - リーグとしてのトライアウトを豊中市で実施。参加者は12人だった[15]。
- 3月17日 - 2014年度の公式戦日程及び姫路GoToWORLDのリーグ加盟を発表[16]。
- 4月26日 - 開幕戦（兵庫対06）を三田市のアメニスキッピースタジアムで開催（4-0で兵庫が勝利）[11]。
- 10月3日 - 兵庫がリーグ優勝[17]。
- 10月19日 - 兵庫と勝率2位の06BULLSとの間でおこなわれたチャンピオンシップに06BULLSが2勝0敗で勝ち、年間優勝。
- 10月23日 - 初年度の公式戦を終了。

### 2015年
- 3月1日 - 審判部が発足[18]。メンバーは審判長の籾山創以下8人[18]。
- 4月4日 - 2015年シーズンが開幕。開幕時の告知により、今季よりリーグの代表者が、従来の中野彰（06BULLS代表）・高下沢（兵庫ブルーサンダーズ代表）の共同代表から、船橋正夫に交代したことが明らかになった[19]。
- 6月25日 - 兵庫が前期優勝[20]。
- 8月1日 - 姫路の運営母体が、NPO法人ベストベースボールアソシエイションから一般社団法人ベースボール・ファースト・リーグ（リーグ運営母体）に変更される[21]。
- 10月5日 - 2015年のリーグ戦を10月14日をもって終了とし、雨天順延となっている試合は、可能な限り10月14日までに執り行うべく球場の確保努めるが、かなわぬ場合その試合は打ち切りとすることを発表。また、1位チームの勝率、1位チームと2位チームの対戦成績を考慮し、リーグチャンピオンを兵庫ブルーサンダーズにすることも発表された[22]。これにより、2015年はチャンピオンシップは開催しない。
- 10月9日 - 兵庫がアメニスキッピースタジアムでおこなわれた06BULLS戦に5-2で勝利し、前期に続いて優勝を達成[23]。
- 10月14日 - 2015年の公式戦を終了。
- 10月31日 - 船橋正夫が代表を退任[24]。船橋は退任挨拶の中で、リーグを一般社団法人とする目標が達成できたこと、来年度は組織を改変することを述べた[24]。また姫路については来年度もリーグが預かる形で運営されることが明らかにされた[25]。
- 11月21日 - 新たなリーグ代表に仲木威雄（兵庫理事）の就任を発表[26]。また、姫路については北村正富が球団代表に就任するとともに、運営会社を設立する方針であることが明らかにされた[26]。

### 2016年
- 4月2日 - 2016年シーズンが開幕。
- 5月21日 - 本年より実施のトーナメントステージ第1回に06が優勝。
- 6月10日 - 2017年度からリーグ戦に参加する前提で、和歌山県田辺市を本拠とする「和歌山ファイティングバーズ」の設立構想が発表される[27][28]。
- 7月8日 - トーナメントステージ第2回に06が優勝。
- 8月25日 - トーナメントステージ第3回に06が優勝。この結果トーナメントステージポイントは06がトップとなり、リーグチャンピオンシップへの出場権を得た。
- 9月28日 - 兵庫がリーグ戦優勝[29]。
- 10月11日 - 2016年シーズンのリーグ戦終了。
- 10月20日
  - - 兵庫が06とのリーグチャンピオンシップを通算3勝2敗（1勝はリーグ戦優勝によるアドバンテージ）で制し、リーグチャンピオンとなる[30]。
  - - プロ野球ドラフト会議で、兵庫の向谷拓巳と山川和大が育成選手枠で指名される。
- 12月2日 - 姫路が今シーズンで活動を休止すると発表[31]。

### 2017年
- 4月2日 - 2017年シーズンが開幕。
- 9月23日 - 兵庫がリーグ戦優勝[32]。
- 10月4日 - 兵庫の年間優勝が決定[33]。
- 10月26日 - プロ野球ドラフト会議で、田中耀飛が東北楽天ゴールデンイーグルスから5位で指名される[34]。支配下登録枠での指名はリーグ史上初めて。
- 11月7日 - 兵庫が早稲田大阪学園・向陽台高等学校と、和歌山が神村学園高等部と教育提携を締結。各校の通信制課程に通学し、育成チームを編成[35]。高野連加盟の野球部とは別に組織される。

### 2018年
- 4月3日 - 2018年シーズンが開幕。
- 7月4日 - 堺市を本拠とする新球団が2019年からリーグ戦に参加することを発表[36]。
- 9月11日 - 堺市の新球団の名称が「堺シュライクス」に決定[37]。
- 9月27日 - 和歌山が初のリーグ戦優勝[38]。
- 10月15日 - 和歌山が兵庫と対戦したチャンピオンシップ第1戦に勝利し、リーグ戦優勝のアドバンテージを加えた対戦を2勝0敗として、初の年間優勝を達成[39]。
- 12月4日 - リーグ名称を「関西独立リーグ」に変更することを発表[12]。

### 2019年
- 3月31日 - 審判部の審判長が籾山創から竹本裕一に変更される。
- 3月31日 - 2019年シーズンが開幕。花園セントラルスタジアムにてダブルヘッダーが行われる。
- 10月3日 - アメニスキッピースタジアムで兵庫対堺の試合が行われ、15‐3で兵庫が勝利しリーグ戦優勝が確定[40]。
- 10月15日 - 兵庫が06と対戦したチャンピオンシップ第1戦が花園セントラルスタジアムで行われ、兵庫が勝利し、リーグ戦優勝のアドバンテージを加えた対戦を2勝0敗として[41]、2年ぶり4度目の年間総合優勝を達成。

### 2020年
- 3月26日 - 4月4日に予定されていたシーズンの開幕を、4月26日に延期すると発表[42]。
- 4月13日 - 開幕を5月7日以降に再延期[43]。
- 6月2日 - 6月13日に公式戦を開幕することを発表[44]。試合数は各チーム30試合となり雨天振替は実施しない[44]。
- 6月13日 - 2020年の公式戦が開幕。
- 7月12日 - 06の選手に新型コロナウイルス感染症陽性者との濃厚接触があったと確認されたため、13日より06の活動を停止[45]。
- 7月16日 - 前記06の選手のPCR検査の結果1名が陽性と判定される（無症状）[46]。これに伴い、「経過観察期間」として7月17日から23日までの間に予定されていた試合を延期とした[47]。
- 8月11日 - 振替試合を一部実施する一方、本年度はチャンピオンシップを実施しないことを発表[48]。
- 8月22日 - 堺の河内山拓樹が兵庫戦でリーグ初となるノーヒットノーランを達成。
- 10月11日 - 堺が初優勝[49]。
- 12月4日 - 新球団名を公募していた兵庫が、6案に絞っての一般投票の結果、「神戸三田ブレイバーズ」に決定したことを発表[50]。

### 2021年
- 4月3日 - 2021年シーズンが開幕。
- 4月23日 - 新型コロナウイルス感染症に関する緊急事態宣言発出に伴う球場の利用制限のため、4月25日から5月11日までに該当球場で予定されていた9試合につき延期することを発表[51]
- 5月12日 - 緊急事態宣言の延長に伴い、5月中に予定されていた試合のうち、花園球場での試合を延期、くら寿司スタジアム堺の試合を南港中央公園野球場に変更（無観客）すると発表[52]。
- 6月1日 - 緊急事態宣言の再延長に伴い、6月20日までの間に花園球場とくら寿司スタジアム堺で予定されていた試合を延期すると発表[53]。
- 8月27日 - 新型コロナウイルス感染症の流行のため堺と神戸三田が活動中止となった点に鑑み、今シーズンの試合数を1カード18試合総当たり（各チーム54試合）から、16試合（各チーム48試合）に減少させることを発表[54]。
- 10月4日 - 中止を含む4試合について、今後の振替を実施せず引分け扱いとすることを発表[55]。
- 10月26日 - 堺の2年連続優勝が決定[56]。
- 11月20日 - 神戸三田が、12月1日より球団名を「兵庫ブレイバーズ」に変更すると発表[57]。

### 2022年
- 4月2日 - 2022年シーズンが開幕。
- 8月23日 - 堺の3年連続の優勝が決定[58]。
- 10月1日 - 06が、2023年シーズンより球団名を「大阪ゼロロクブルズ」に変更することを発表[59]。
- 10月24日 - 淡路島を本拠とする新球団（名称未定、監督：赤堀元之）が2023年シーズンより加入し、5チームでリーグ戦を実施することを発表[60]。
- 11月16日 - 淡路島新球団の球団名が「淡路島ウォリアーズ」に決定したことを発表[61]
- 12月1日 - 和歌山が、当月からの運営会社の変更に伴い、球団名を「和歌山ウェイブス」に変更したと発表[62][63]。

### 2023年
- 4月1日 - 2023年シーズンが開幕。
- 5月1日 - 新球団「姫路イーグレッターズ(Egreters)」の準加盟を発表[64]。
- 5月2日 - 前徳島インディゴソックス球団代表の谷田成吾がリーグの専務理事に就任したことを発表[65]。
- 6月20日 - 姫路イーグレッターズの正式加盟を6月18日付で承認し、2024年からリーグ戦に参加することを発表[66]。同チームの監督に、元・オリックス・バファローズの海田智行が就任したことも合わせて発表された[66]。
- 9月29日 - シーズン最終戦となった堺との直接対決に勝った和歌山（堺も勝てば優勝だった）が5年ぶりのリーグ優勝を達成[67][68][69]。

### 2024年
- 3月30日 - 2024年シーズンが開幕。
- 4月2日 - リーグ代表理事を務めていた仲木威雄と専務理事の谷田成吾の退任と、後任の代表理事として矢白木崇行が4月1日付で就任したことを発表[70]。仲木はリーグの顧問となる[70]。
- 7月 - 8日に淡路島の選手兼任監督である生島大輔との契約解除（2日前に酒気帯び運転の容疑で現行犯逮捕されたことが理由）が発表され[71]、以後淡路島では退団選手が相次ぎ、7月15日の時点で投手2人・野手6人に減少して[72][73]、試合開催が事実上不可能となった。リーグでは淡路島が対戦する予定だった直近の試合について中止や他カードへの振替をおこなう一方、今後についてはリーグと淡路島球団で協議中で決まり次第告知すると18日に発表した[74]。22日にリーグは、今シーズンの残る公式戦はすべて淡路島の不戦敗として扱い、一方淡路島が主催試合を予定していた日程については球団の所属選手と他チームの選手の混成による「関西独立リーグ連合」が相手チームと対戦する非公式試合（7イニング制）とすることを発表した[75]。選手の個人成績（規定打席・規定投球回）については、実際の試合数にかかわらず公式戦開催試合ベースで計算する[75]。
- 9月7日 - 堺が2年ぶり4回目のリーグ優勝[76]。
- 9月29日 - 当シーズンの公式戦を終了[77]。
- 10月24日 - プロ野球ドラフト会議の育成ドラフトで、堺の松本龍之介が東京ヤクルトスワローズより4巡目で指名を受ける[78]。NPBドラフト会議での指名は7年ぶりで[79]、堺からは初めてとなる[80]。
- 11月23日 - 淡路島が来シーズンのリーグ参入基準を満たせないとして11月13日付でリーグを脱退して、2025年は5球団でリーグ戦を実施することを発表[81]。淡路島は準加盟球団としてリーグには所属し、2025年は体制整備に充てるとしている[81]。

### 2025年
- 1月30日 - 審判部長が竹本裕一から片山翔也となったことが発表された。[82]
- 3月11日 - 日本独立リーグ野球機構 (IPBL)がリーグの加盟を承認したことを発表[83]。
- 3月30日 - 2025年シーズン開幕。

## リーグ構成球団
※2025年シーズン
| チーム名                             | 参加年度 | 本拠地         | 備考                                                                        |
| ------------------------------------ | -------- | -------------- | --------------------------------------------------------------------------- |
| 大阪ゼロロクブルズ Osaka 06 Bulls    | 2014 -   | 大阪府東大阪市 | 2014年から2022年は「06BULLS」                                               |
| 兵庫ブレイバーズ Hyogo Bravers       | 2014 -   | 兵庫県三田市   | 2014年から2020年は「兵庫ブルーサンダーズ」 2021年は「神戸三田ブレイバーズ」 |
| 和歌山ウェイブス Wakayama Waves      | 2017 -   | 和歌山県田辺市 | 2017年から2020年は「和歌山ファイティングバーズ」                            |
| 堺シュライクス Sakai Shrikes         | 2019 -   | 大阪府堺市     |                                                                             |
| 姫路イーグレッターズ Himeji Egreters | 2024 -   | 兵庫県姫路市   |                                                                             |

準加盟球団
| チーム名                               | 参加年度 | 本拠地       | 備考                   |
| -------------------------------------- | -------- | ------------ | ---------------------- |
| 淡路島ウォリアーズ Awajishima Warriors | 2023 -   | 兵庫県淡路市 | 2025年から準加盟に変更 |

活動休止中の球団
| チーム名                       | 参加年度    | 本拠地       |
| ------------------------------ | ----------- | ------------ |
| 姫路GoToWORLD Himeji GoToWorld | 2014 - 2016 | 兵庫県姫路市 |

## 運営体制
発足当時、公式戦は4月から10月まで、木曜日から日曜日を中心に行われていた。試合球場は各県の県営・市営球場を使用し、原則有料。選手に給料は基本無給だが、一部里親スポンサー制度等による報酬支給制度は当初より容認していた。選手は原則1年契約となる。
NPB2軍との交流試合も実施される。2014年シーズン開始時には、監督会議でNPB2軍との交流戦や海外チームとの強化試合に出場させる「強化指定選手」を編成し、強化指定以外の選手は、交流戦開催でリーグ戦ができないときに実施されるEリーグという名称の教育リーグ試合に出場するとされた。実際には「強化指定選手」は1チームを編成できるほどの人数は指定されず、交流戦は「強化指定選手」以外も含む選抜選手によって開催された。また、Eリーグについては兵庫対06の最終戦をEリーグ試合に振り替える形で実施されている（このため、この両チームは公式戦の試合数が1試合少なかった）。2015年シーズンは強化指定選手の公示やEリーグ試合の開催についてリーグウェブサイトには案内されておらず、NPB2軍との交流試合は「選抜選手」が出場するとされていた。2016年は、混成チームによる外部チームとの教育リーグを実施するが、Eリーグという名称は使用されなかった。
2016年の報道では、1試合の平均観客動員数は約100人である。
仲木威雄がリーグ代表就任後に運営体制整備を進め、さわかみ財団から支援を得る形となり、2020年からは前記の通りリーグの命名権契約を締結している。

### 大会運営ルール
2013年12月の設立発表時には他の独立リーグと同じ前後期2シーズン制を使い、それぞれのステージ1位チーム同士で決勝戦を実施するとされたが、その後2014年度は1年間を通した通年で争う形に変更された（年間決勝戦は別の形式で実施）。2015年度は2シーズン制を採用したものの、沿革節に記したように2015年は日程の都合によりリーグチャンピオンシップを開催せず、2016年度以降は初年度と同じ1シーズン制に戻ったため、当初構想通りの「前後期優勝チーム同士によるチャンピオンシップでの優勝決定」は一度も実施されていない。2020年度以降はチャンピオンシップ自体が実施されなくなった。また、レギュラーシーズンで雨天等により順延された試合について、代替試合が実施されないことがある。新型コロナウイルスの感染拡大に伴って開幕が6月となった2020年は振替を実施しないとされたが、その後一部については実施する方針に変更した。
2014年度
試合数 3チーム18回総当たり・36試合（ホーム・アンド・アウェー9回ずつ）
3チームの36試合終了時点での成績で1位になったチームを「レギュラーシーズン優勝チーム」として表彰。同じ勝率で並んだ場合は、対象となるチームの直接対決、全試合の得失点差、総得点によって決定する。シーズン終了後、優勝チームと勝率2位チームとの間でチャンピオンシップ（年間決勝大会）を実施。
2015年度
試合数 3チーム年間24回総当たり・48試合（ホーム・アンド・アウェー12回ずつ）を、12回ずつ・24試合（同6回ずつ）に分けて2シーズン制で争う
3チームのそれぞれのステージ24試合終了時点の1位チームを「ステージ優勝」として表彰し、そのチームがチャンピオンシップに進出する。ただし2シーズン両方とも同じチームが1位となった場合は、そのチームに加え、勝率2位チームがチャンピオンシップ進出。
2016年度
試合数 3チーム18回総当たり・36試合（ホーム・アンド・アウェー9回ずつ）
再び2014年と同じ試合数の1シーズン制に戻り、通年成績によるチャンピオンシップを実施する。リーグ戦とは別に、外部1チームを加えた4チームによる「トーナメントステージ」を3回おこない（3位決定戦を含めて1回につき4試合）、勝ち数に応じたポイントを付与する。リーグチャンピオンシップは、リーグ戦優勝球団とトーナメントステージポイント1位チームが対戦する形で4戦制（3戦先勝）方式にて実施し、リーグ戦優勝球団には1勝のアドバンテージが与えられる。ただし、両方のチームが同一の場合の開催方式については、これらの発表があった5月12日時点では「トーナメント最終回開催後に発表」となっていた。2016年のトーナメントステージは、5月、7月、8月に実施され、各回とも芦屋大学生によるチーム「兵庫インパルス」が参加した。2016年度は3回すべてに優勝した06が15ポイントで1位となり、兵庫と姫路がそれぞれ6ポイントを獲得した。9月28日の兵庫のリーグ戦優勝決定後、リーグチャンピオンシップの開催要領が発表され、兵庫と06の間で実施されることになった。
2017年度
試合数 3チーム18回総当たり・36試合（ホーム・アンド・アウェー9回ずつ）
公式戦の試合数は前年と同様で、1シーズン制を継続する。トーナメントステージは1年で廃止となり、チャンピオンシップは1位チームと2位チームの最終ゲーム差が5.0以内の場合に1位と2位の間で実施する。
2018年度
試合数 3チーム22回総当たり・44試合（ホーム・アウェー11回ずつ、雨天による振替はなく、中止の場合は引き分け扱い）
試合数は前年より増加したが1シーズン制は変わらず。チャンピオンシップ開催のゲーム差規定が撤廃された。
2019年度
試合数は4チーム16回総当たり・48試合（ホーム・アウェー8回ずつ）。チャンピオンシップについては前年と同じ開催形式で実施される。
2020年度
当初計画では前年度と同じであったが（リーグ総試合数96試合）、開幕の延期により4チーム10回総当たり・30試合となった。観客を入れるかどうかは状況によるとしており、6月2日の時点では和歌山は「当面」、兵庫は6月中は主催試合を無観客とする一方、06と堺は感染対策を取った上で有観客で開催する方針とされていた。
2021年度
試合数は4チーム18回総当たり・54試合（ホーム・アウェー9回ずつ）。雨天の場合は振替試合を実施。しかし、新型コロナウイルス感染症流行のため、8月27日に16回総当たり・48試合に変更された。
2022年度
試合数は4チーム16回戦総当たり・48試合（ホーム・アウェー8回ずつ）。雨天振替は実施する。
2023年度
試合数は5チーム12回戦総当たり・48試合（ホーム・アウェー6回ずつ）。雨天振替は実施。
2024年度
試合数は6チーム10回戦総当たり・50試合（ホーム・アウェー5回ずつ）。雨天振替は実施。
当年度より、7回以降10点差がついている場合にはコールドゲームとする規定が導入された。
監督からのチャレンジ要求に対して、審判団の協議により判定を変更できる「KDLチャレンジ制度」が導入された。
中止振替の代替試合をダブルヘッダーで実施する場合、2試合とも7イニング制で実施する形となる。
2025年度
試合数は2023年度と同じ。その他のルールは前年度と同じ。
各年度共通
引き分け再試合やサスペンデッドゲームは行わない
延長戦は9回終了後3時間を経過しない場合に実施し、原則11回までとする（11回を終わって同点の場合は引き分け）。
ただし、照明設備がない球場、あるいは照明設備があっても周辺地域環境などのやむを得ない事情で、試合時間設定を設けなければいけない場合は、9回を消化していない場合でも制限時間オーバーとなった場合その時点の表・裏の攻撃の完了をもって時間切れコールドゲームとみなす。
【補足】延長に入る条件は、リーグ発足当初は「試合開始時間から数えて2時間半を経過して9回まで終えていない場合は9回打ち切りで延長なし」「2時間半以内で同点→延長10回も同点で、かつ3時間以内の場合は11回をおこなう（10回終了時点で3時間を過ぎた場合は10回で打ち切り）」であったが、2017年現在は9回終了時点で3時間以内かどうかのみとなった。2024年時点では時間に関する規定はなくなっている。
また試合中断時間を考慮し、走者が負傷し一時的に手当てを受けざるを得ない場合、審判団の判断で「投手・捕手以外のオーダーで打順が一番遠い選手」を、臨時代走を起用する場合がある（過去には「投手以外のオーダーで打順が一番遠い選手を基本に」であった）。

### 登録人数
- 各チームの支配下登録選手数は最大30名、うちベンチ入りは最大26名（過去には25名だった）。
- 各チームのコーチの登録数には制限はないがベンチ入りは最大4名まで（過去には2名だった）。

### 年間優勝の決め方
前記の通り、2019年度まではレギュラーシーズン終了後に年間決勝戦「シーズンチャンピオンシップ」をおこなって年間優勝を決定していた。2020年度は中止となった。2021年度以降も実施されず、リーグ戦の結果で優勝を決定する。
2014年度
レギュラーシーズン1位と2位のチーム間で実施。1位チームに対するアドバンテージはなく、3戦2勝したチームが優勝。レギュラーシーズン優勝とは別に表彰する形式で、それぞれを別のチームが制した結果、年間優勝が2チーム発生した。
2015年度
当初は2シーズン制導入に伴い、各シーズンの優勝チーム同士で実施する予定だった（前後期を同じチームが優勝した場合は年間勝率2位チームとの間で開催し、前後期優勝チームにアドバンテージなし）。しかし実際には日程の都合でシーズンチャンピオンシップを実施せず、後期シーズン終了前に、前期優勝の実績とその時点の後期の成績に基づいて兵庫を年間優勝チームに決定した（その後兵庫は後期優勝を達成）。
2016年度
リーグ戦優勝チームと「トーナメントステージポイント」1位チームによる4戦制（3勝で優勝）のチャンピオンシップを実施。リーグ戦優勝チームには1勝のアドバンテージ。
2017年度
レギュラーシーズン1位と2位のゲーム差が5.0以下の場合に、両チーム間で実施。ゲーム差が3.0以上の場合、1位チームにアドバンテージ1勝を付与。最終的に首位の兵庫が2位の06に10.5ゲーム差を付けたため、チャンピオンシップは開催されなかった。
2018年度 - 2019年度
レギュラーシーズン1位と2位の間で、1位チームにアドバンテージ1勝を付与する形で実施（2戦先勝で優勝）。
2020年度以降
公式戦の勝率により決定。最終戦終了時点で複数チームが同率で並んだ場合には(1)当該チーム間の対戦成績(2)当該チーム間の直接の対戦成績（勝敗数）(3)全試合の得失点差で優位なチームを優勝とし、それでも優劣がつかない場合には1試合のプレイオフを実施して優勝を決定する。

#### 特別ルール
リーグチャンピオンシップでは特別ルールの「延長タイブレーク制度」を適用する。
- 9回を終了して同点である場合は試合時間の如何にかかわらずタイブレーク方式の延長を時間・回数制限なしで適用する。
- 10回の攻撃については、監督が打順（最初の打者）を指定できる。11回は以後は前イニングス最終打者からの継続打順。
- 各イニングとも1アウト満塁の段階から開始し、攻撃開始時は最初の打者から数えて前の3人がランナーとなる。ただし代走・代打は可だが、再出場はできない

## 年度別順位・優勝チーム

### リーグ戦
| 年度 | 年度 | 優勝   | 2位    | 3位      | 4位    | 5位    | 6位    |
| ---- | ---- | ------ | ------ | -------- | ------ | ------ | ------ |
| 2014 | 2014 | 兵庫   | 06     | 姫路G    | -      | -      | -      |
| 2015 | 前期 | 兵庫   | 06     | 姫路G    | -      | -      | -      |
| 2015 | 後期 | 兵庫   | 06     | 姫路G    | -      | -      | -      |
| 2016 | 2016 | 兵庫   | 06     | 姫路G    | -      | -      | -      |
| 2017 | 2017 | 兵庫   | 06     | 和歌山   | -      | -      | -      |
| 2018 | 2018 | 和歌山 | 兵庫   | 06       | -      | -      | -      |
| 2019 | 2019 | 兵庫   | 06     | 和歌山   | 堺     | -      | -      |
| 2020 | 2020 | 堺     | 和歌山 | 06       | 兵庫   | -      | -      |
| 2021 | 2021 | 堺     | 和歌山 | 神戸三田 | 06     | -      | -      |
| 2022 | 2022 | 堺     | 和歌山 | 06       | 兵庫   | -      | -      |
| 2023 | 2023 | 和歌山 | 堺     | 大阪     | 兵庫   | 淡路島 | -      |
| 2024 | 2024 | 堺     | 兵庫   | 大阪     | 和歌山 | 姫路E  | 淡路島 |

### トーナメントステージ
| 年度 | チーム名       | 第1回 | 第2回 | 第3回 | 総合 |
| ---- | -------------- | ----- | ----- | ----- | ---- |
| 2016 | 06             | 1位   | 1位   | 1位   | 1位  |
| 2016 | 兵庫           | 4位   | 2位   | 2位   | 2位  |
| 2016 | 姫路G          | 3位   | 3位   | 3位   | 2位  |
| 2016 | （インパルス） | 2位   | 4位   | 4位   | --   |

※兵庫インパルスは芦屋大学のチーム（トーナメントポイント対象外）

### チャンピオンシップ
（　）はリーグ戦優勝チームによるアドバンテージ分
| 年度 | 優勝                       | 対戦成績  | 敗退                 |
| ---- | -------------------------- | --------- | -------------------- |
| 2014 | 06BULLS                    | ○○        | 兵庫ブルーサンダーズ |
| 2015 | 開催なし                   | 開催なし  | 開催なし             |
| 2016 | 兵庫ブルーサンダーズ       | （○）●●○○ | 06BULLS              |
| 2017 | 開催なし                   | 開催なし  | 開催なし             |
| 2018 | 和歌山ファイティングバーズ | （○）○    | 兵庫ブルーサンダーズ |
| 2019 | 兵庫ブルーサンダーズ       | （○）○    | 06BULLS              |

### 優勝チーム
| 年度 | リーグ戦             | チャンピオンシップ |
| ---- | -------------------- | ------------------ |
| 2014 | 兵庫ブルーサンダーズ | 06BULLS            |

| 年度 | 前期                 | 後期                 | チャンピオンシップ |
| ---- | -------------------- | -------------------- | ------------------ |
| 2015 | 兵庫ブルーサンダーズ | 兵庫ブルーサンダーズ | 開催なし           |

| 年度 | リーグ戦             | トーナメントステージ | チャンピオンシップ   |
| ---- | -------------------- | -------------------- | -------------------- |
| 2016 | 兵庫ブルーサンダーズ | 06BULLS              | 兵庫ブルーサンダーズ |

| 年度 | リーグ戦                   | チャンピオンシップ         |
| ---- | -------------------------- | -------------------------- |
| 2017 | 兵庫ブルーサンダーズ       | 開催なし                   |
| 2018 | 和歌山ファイティングバーズ | 和歌山ファイティングバーズ |
| 2019 | 兵庫ブルーサンダーズ       | 兵庫ブルーサンダーズ       |
| 2020 | 堺シュライクス             | 開催なし                   |
| 2021 | 堺シュライクス             | 開催なし                   |
| 2022 | 堺シュライクス             | 開催なし                   |
| 2023 | 和歌山ウェイブス           | 開催なし                   |
| 2024 | 堺シュライクス             | 開催なし                   |

※2015年は兵庫を年間優勝チームに認定。2017年は規定により兵庫が年間優勝となる。

## 通算成績
2020年シーズン終了時点。
色つき背景は2020年現在所属クラブを表す。
太字のクラブは優勝実績あり。

### リーグ戦
| 順 | クラブ名                   | 年 | 優 | 二 | 三 | 四 | 試  | 勝  | 敗  | 分 | 勝率 |
| -- | -------------------------- | -- | -- | -- | -- | -- | --- | --- | --- | -- | ---- |
| 1  | 兵庫ブルーサンダーズ       | 7  | 5  | 1  | 0  | 1  | 257 | 149 | 87  | 21 | .631 |
| 2  | 和歌山ファイティングバーズ | 3  | 1  | 1  | 1  | 0  | 134 | 58  | 65  | 11 | .472 |
| 3  | 堺シュライクス             | 2  | 1  | 0  | 0  | 1  | 72  | 36  | 35  | 1  | .507 |
| 4  | 06BULLS                    | 7  | 0  | 5  | 2  | 0  | 259 | 125 | 116 | 19 | .519 |
| 5  | 姫路GoToWORLD              | 3  | 0  | 0  | 4  | 0  | 118 | 23  | 88  | 7  | .207 |

### チャンピオンシップ
アドバンテージ含む。
| 順 | クラブ名 | 回 | 優 | 準 | 試 | 勝 | 敗 | 分 | 勝率  |
| -- | -------- | -- | -- | -- | -- | -- | -- | -- | ----- |
| 1  | 兵庫     | 4  | 2  | 2  | 11 | 5  | 6  | 0  | .455  |
| 2  | 06       | 3  | 1  | 2  | 9  | 4  | 5  | 0  | .444  |
| 3  | 和歌山   | 1  | 1  | 0  | 2  | 2  | 0  | 0  | 1.000 |

## 個人タイトル・表彰
2014年はシーズン最優秀選手と優秀選手を選出し、個人タイトルの発表・表彰はおこなわれなかった。
2015年はシーズン終了後に個人タイトル（投手部門：最多勝・防御率1位・最多セーブ、打撃部門：最高打率・最多本塁打・最多打点）が発表された。2016年は表彰対象に最多奪三振と最多盗塁が加えられ、2020年は最多安打も加えられた。2017年は初年度以来となる最優秀選手（シーズンMVP）の選出がおこなわれた。
発足以来2021年までベストナイン表彰はおこなわれてこなかった。2022年は事前ノミネートされた選手に対する「ファン投票」という形で初めてベストナインを選出することになり、12月27日に発表された。2023年も前年同様、ノミネートされた選手に対する「ファン投票」で選出された。しかし、2024年度は各球団の監督の選抜により決定された。

## NPBドラフト指名選手
2016年
- 向谷拓巳（兵庫） - 東北楽天ゴールデンイーグルス育成3位（2018年退団）
- 山川和大（兵庫） - 読売ジャイアンツ育成3位（2021年退団）

2017年
- 田中耀飛（兵庫） - 東北楽天ゴールデンイーグルス5位（2020年退団）

2024年
- 松本龍之介（堺） - 東京ヤクルトスワローズ育成4位

山川がNPB球団を退団した2021年シーズン終了現在、一軍公式戦に出場した選手は1人もいない。
なお、当リーグから他の独立リーグに移籍後にNPBからドラフト指名を受けた選手として、福永春吾（06から徳島インディゴソックスに移籍後、2016年に阪神タイガースより支配下指名、一軍公式戦出場歴あり）がいる。

### 指名における扱い
上記の山川が芦屋大学2年生でチームに所属していた2014年のドラフト会議に先立ち、「学生」という身分が独立リーグ所属という点よりも優先し、翌年の卒業見込がなければ指名対象外となるという見解がNPBより示されたと報じられた。

## 発足後の参入球団
2016年6月10日、2017年度からリーグ戦に参加する前提で、和歌山県田辺市を本拠地とする新球団「和歌山ファイティングバーズ」設立構想が発表された。報道によると、運営は新たに設立されるNPO法人「ANFUTURE」が当たり、田辺市や上富田町の球場で試合を実施する。球団創設のきっかけとなったのは2015年8月にリーグが田辺市で公式戦を実施したことであったと報じられている。前記のとおり、2017年シーズンよりリーグ戦を実施している。
2018年6月26日、「株式会社つくろう堺市民球団」の設立発表と来年度からのリーグ加盟承認が同社より明らかにされたと報じられる。リーグ側は7月4日、ウェブサイトに「新球団設立のお知らせ」を掲載し、6月15日のリーグ代表者会議で2019年シーズンからの加入を承認したこと、新球団は当初は大阪府下で主催試合をおこない、2020年度から堺市に建設される新球場を使用することを発表した。9月11日、運営会社は公募していた球団名が「堺シュライクス」に決定したと発表した。前記の通り2019年よりリーグ戦に参加している。
2022年シーズン終了後の10月24日に、淡路島を本拠とする新球団が翌年度から加入することを発表した。前記の通り、同年11月16日に球団名が「淡路島ウォリアーズ」に決定し、2023年より公式戦に参加した。しかし、2024年シーズン中にリーグ戦に参加できなくなり、2024年シーズン終了後に準加盟球団に変更となった。
2023年5月1日、兵庫県姫路市を本拠とする「姫路イーグレッターズ」が準加盟したと発表した。運営は兵庫県民球団株式会社があたり、姫路ウインク球場と姫路市立豊富球場をメイン球場とする。今後条件を満たした上で正式加盟への審査を受けるとした。同年6月20日に、6月18日付で正式な加盟を承認し、2024年からリーグ戦に参加すると発表した。予定通り2024年シーズンから公式戦に参加している。
これらのほかに、2016年に台湾の社会人野球チームである崇越隼鷹（トプコファルコンズ）が加入する意向を持っていると台湾メディアが報じたことがあったが、その後具体化していない。

## 他独立リーグとの違い

### 競技レベル
四国アイランドリーグplusやベースボール・チャレンジ・リーグなどと比べると全体的な競技のレベルは低めとされる。2021年の時点で、06BULLSの谷口功一ゼネラルマネージャーは、「四国・BCの控えや練習生と、関西の主力が良い試合できるくらいのレベル」と表現している。2019年から06BULLSのコーチに就任し、2021年から監督を務めた桜井広大は在任中に「すべてが草野球かと思った。野球選手として何もできていないような状態なのに何も考えずやっている。信じられなかった」と歯に衣着せぬ表現をしている。

### 報酬
基本的に選手は無給だが、中にはプロ契約を結び報酬を支給されている選手もいる。代表の仲木は2022年に「選手全員とプロ契約をして報酬を与えることが正解だとは思いません。（中略）今後、リーグが選手と契約して支援するような可能性もあります」「個人スポンサーが見つかり生活に余裕が出てきた選手も出始めています。BCや四国からきた選手から『野球環境は変わらない』という声も聞こえます」というコメントを述べている。また、ライターの阿佐智は2022年の取材記事で、堺はほぼ全員の選手に報酬を支払っているという球団代表のコメントを、BCリーグに在籍経験のある堺の選手が生活はこちらの方が楽だとする意見とともに紹介している。
選手のアルバイトが許可されており、兵庫は選手に地元企業でのアルバイトの斡旋をしている。

## IPBLへの加盟
日本独立リーグ野球機構 (IPBL)については、非加盟であった時期にも加盟に向けた動きは断続的に伝えられていた。2020年9月には、代表者が同年2月にIPBLの会議に参加して加入の意向を伝え、まずは準加盟を目指す方針と報じられた。2022年2月28日に機構が開催した運営責任者の合同会議（オンライン）には、加盟各リーグ（および日本海オセアンリーグ）とともに参加したと報じられた。
2023年9月発行の雑誌インタビューで代表の仲木は、2023年に至るまで申請を提出しながら加盟承認に至っていないことを認め、選手の雇用形式について「（引用者注：次回の）加盟申請までに（中略）まとめて、提示をする予定」と話し、2024年の加盟を目指す意向を示した。IPBL側は2024年度の加盟申請は「2月下旬以降承認」としていたが、同年度に新規加盟の発表はなかった。それに先立つ2月21日の日刊スポーツ記事には、リーグが加盟を「模索している」と報じられた。
これらの過程を経て、2025年3月11日に6番目のリーグとして加盟が認められた。加盟により、日本野球連盟所属の社会人野球やクラブチームとの試合や、同じくリーグ加盟球団からの退団選手に対する社会人・クラブチームへの期間制限のない登録が認められることになる（加盟以前は、前者については協定書未締結として試合をすることができなかった。後者についてはIPBL加盟チームのみが制限適用の除外対象である）。また日本学生野球連盟との間でも、大学チームとの交流戦や、リーグ所属球団の選手が連盟に加盟する母校施設での練習・講演会等をすることが可能となる。
同年6月27日に、同年度のグランドチャンピオンシップの開催要領が発表され、リーグ優勝チームが参加することが記載された。その後、7月10日にリーグは「日程の都合及び参加初年度」という理由で、「8月31日時点の首位チーム」が出場すると発表した。8月14日、同日の試合結果により堺の出場が確定したことがリーグより発表された。